# Калиновка (Роменский район)
Кали́новка (укр. Калинівка) — село, Николаевский сельский совет, Роменский район, Сумская область, Украина.
Код КОАТУУ — 5924186404. Население по переписи 2001 года составляло 577 человек.
Родина Героя Советского Союза, лётчика-истребителя С. М. Крамаренко (1923—2020).

## Географическое положение
Село Калиновка находится на левом берегу реки Ромен, выше по течению на расстоянии в 3 км расположено село Рогинцы, ниже по течению на расстоянии в 0,5 км расположено село Николаевка, на противоположном берегу — сёла Погребы и Вьюнное. По селу протекает пересыхающий ручей с запрудой.

## Объекты социальной сферы
- Дом культуры.